# Donacia porosicollis
Donacia porosicollis är en skalbaggsart som beskrevs av Lacordaire 1845. Donacia porosicollis ingår i släktet Donacia och familjen bladbaggar. Inga underarter finns listade i Catalogue of Life.